# 10:e divisionen (Tyskland)
10:e divisionen (tyska: 10. Division) var en tysk division som existerade mellan 1818 och 1919.

## Organisation vid första världskrigets utbrott
Förläggningsort inom parentes.
- 19:e Infanteribrigaden (Posen)
  - 6:e Grenadjärregementet (1:a Västpreusiska) "Greve Kleist von Nollendorf" (Posen)
  - 46:e Infanteriregementet (1:a Nederschleisiska) "Greve Kirchbach" (Posen och Wreschen)

- 20:e Infanteribrigaden (Posen)
  - 47:e Infanteriregementet (2:a Nederschlasiska) "Kung Ludvig III av Bayern" (Posen och Schrimm)
  - 50:e Infanteriregementet (3:e Nederschlasiska) (Rawitsch och Lissa)

- 77:e Infanteribrigaden (Ostrowo)
  - 37:e Fysiljärregementet (Västpreussiska) "von Steinmetz" (Krotoschin)
  - 155:e Infanteriregementet (7:e Västpreussiska) (Ostrowo och Pleschen)

- 10:e Kavalleribrigaden (Posen)
  - 1:a Ulanregementet (Västpreussiska) "Kejsar Alexander III av Ryssland" (Militsch och Ostrowo)
  - 1:a Kungliga Hästjägarregementet (Posen)

- 10:e Fältartilleribrigaden (Posen)
  - 20:e Fältartilleriregementet (1:a Posenska) (Posen)
  - 56:e Fältartilleriregementet (1:a Posenska) (Lissa)

## Befälhavare
| Grad            | Name                         | Tidsperiod                              |
| --------------- | ---------------------------- | --------------------------------------- |
| Generalmajor    | Richard von Seeckt           | 22 mars - 14 april 1886 (tillförordnad) |
| Generallöjtnant | Richard von Seeckt           | 15 april 1886 - 26 januari 1890         |
| Generallöjtnant | Georg von Braunschweig       | ? - 5 april 1902                        |
| Generallöjtnant | Robert Kosch                 | 4 juni 1912 - 7 oktober 1914            |
| Generallöjtnant | Alfred von Larisch           | 8 oktober 1914 - 15 februari 1915       |
| Generallöjtnant | Max Schwarte                 | 16 februari 1915 - 30 april 1917        |
| Generalmajor    | Otto von Diepenbroick-Grüter | 1 maj 1917 - 8 januari 1919             |

### Fotnoter
1. ↑   Gottfried Steuer: Geschichte des Danziger Infanterie-Regiments Nr. 128, 1881-1906; zusammengestellt im Auftrage des Regiments, Druck Siegfried Mittler und Sohn, Berlin 1906, 150 Seiten